# Lijst van heersers van Ligny
Dit is een lijst van heersers van Ligny. De heerlijkheid Ligny-en-Barrois werd in 1240 door graaf Hendrik II van Bar in bruidsschat gegeven aan zijn dochter Margaretha, die huwde met graaf Hendrik V van Luxemburg.

## Heren van Ligny

### Huis Luxemburg
- 1240-1281 : Hendrik V van Luxemburg († 1281) 
  - huwde in 1240 met Margaretha van Bar (1220 † 1275)
- 1281-1288 : Walram I van Ligny († 1288), zoon van de vorige
  - huwde met Johanna van Beaurevoir
- 1288-1302 : Hendrik II van Ligny († 1302), zoon van de vorige
- 1302-1354 : Walram II van Ligny (1275 † 1354), broer van de vorige
  - huwde met Guyotte (1275 † 1338), burggravin van Rijsel
- 1354-1364 : Jan I van Luxemburg-Ligny (1300 † 1364), zoon van de vorige
  - huwde in 1330 met Alix van Dampierre (1322 † 1346), vrouwe Richebourg

In 1364 verhief koning Karel V van Frankrijk Ligny-en-Barrois tot graafschap.

## Graven van Ligny

### Huis Luxemburg
- 1364-1371 : Gwijde van Luxemburg-Ligny (1340 † 1371), zoon van de vorige 
  - huwde in 1354 met Mahaut van Châtillon (1335 † 1378), gravin van Saint-Pol
- 1371-1415 : Walram III van Luxemburg-Ligny (1356† 1415), zoon van de vorige
  - huwde in 1380 met Maud Holland († 1391), daarna in 1400 met Bonne de Bar († 1400)

### Huis Bourgondië
- 1415-1430 : Filips van Bourgondië (1404 † 1430), kleinzoon van de vorige, zoon van Antoon van Bourgondië en Johanna van Saint-Pol. Van 1427 tot 1430 tevens hertog van Brabant en Limburg

### Huis Luxemburg
- 1430-1430 : Johanna van Luxemburg-Saint-Pol († 1430), oudtante van de vorige (dochter van Gwijde van Luxemburg-Ligny).
- 1430-1441 : Jan II van Luxemburg-Ligny (1392 † 1441), graaf van Ligny en Guise, kleinzoon van Gwijde van Luxemburg-Ligny, zoon van Jan van Luxemburg-Ligny (1370 † 1397), heer van Beauvoir, et van Margaretha van Edingen, gravin van Brienne en Conversano
  - huwde met Johanna van Béthune († 1449)

Bij zijn dood confisqueerde de koning zijn bezittingen, maar gaf ze uiteindelijk als lijfrente aan de neef en erfgenaam van Jan II van Luxemburg-Ligny.
- 1441-1475 : Lodewijk van Luxemburg-Saint-Pol (1418 † 1475), neef van de vorige, zoon van Peter I van Luxemburg, graaf van Saint-Pol, en van Margaretha van Baux
  - huwde in 1435 met Johanna van Bar (1415 † 1462), gravin van Soissons, en daarna in 1466 met Maria van Savoye (1448 † 1475)

### Huis de la Trémoille
Na de executie van Lodewijk van Luxemburg-Lingy, nam de koning Ligny in en gaf hij het aan Georges de la Trémoille
- 1476-1481 : Georges de la Trémoille (1427-1481)
  - huwde in 1464 Marie († 1497), vrouwe van Montauban

### Huis Bourbon-Roussillon
Georges de la Trémoille stierf zonder kinderen en de koning gaf Ligny vervolgens aan diens schoonzoon, de admiraal de Bourbon.
- 1481-1487 : Lodewijk van Bourbon-Roussillon († 1487), bijgenaamd de admiraal de Bourbon, graaf van Roussillon en Ligny, onwettige zoon van hertog Karel I van Bourbon en Johanna van Bournan
  - huwde in 1466 met Johanna († 1519), onwettige dochter van koning Lodewijk XI van Frankrijk
- 1487-1510 : Karel van Bourbon-Roussillon († 1510), zoon van de vorige, graaf van Roussillon en Ligny
  - huwde in 1506 met Anne de la Tour († 1530)

### Huis Luxemburg
Na diens dood, zonder zonen en broers, werd Ligny-en-Barrois geschonken aan Anton I, de jongste zoon van Lodewijk van Luxemburg-Saint-Pol.
- 1510-1519 : Anton I van Ligny († 1519), graaf van Rousse, Brienne en Ligny, zoon van Lodewijk van Luxemburg-Saint-Pol en Johanna van Bar
  - huwde met Antoinette de Bauffremont, gravin van Charny, daarna met Françoise de Croy en ten slotte met Gilette de Coétivy
- 1519-1530 : Karel I van Ligny (1488 † 1530), zoon van de vorige en Antoinette de Bauffremont
  - huwde met Charlotte d'Estouteville
- 1530-1557 : Anton II van Ligny († 1557), zoon van de vorige
  - huwde in 1535 met Margaretha van Savoye
- 1557-1576 : Jan van Ligny († 1576), zoon van de vorige
  - huwde met Guillemette van der Mark († 1592), dochter van Robrecht IV van der Marck
- 1576-1608 : Karel II van Ligny (1562 † 1608), zoon van de vorige
  - huwde in 1583 met Maria van Nogaret († 1605)
- 1608-1613 : Frans van Ligny († 1613), hertog van Piney-Luxemburg, oom van de vorige, zoon van Anton I van Ligny en Margaretha van Savoye
  - huwde in 1576 met Diana van Lotharingen (1558 † 1597), en daarna in 1599 met Margaretha van Lotharingen (1564 † 1625)
- 1613-1616 : Hendrik van Ligny (1582 † 1616), hertog van Piney-Luxembourg, zoon van de vorige en Diana van Lotharingen
  - huwde in 1597 met Madeleine van Montmorency (1582 † 1615)
- 1616-1680 : Margaretha van Ligny (1607 † 1680), hertogin van Piney-Luxembourg
  - huwde in 1620 met Léon van Albert († 1630), daarna met Karel Hendrik van Clermont-Tonnerre († 1674)
- 1680-1701 : Magdalena van Clermont-Tonnerre (1635 † 1701), hertogin van Piney-Luxembourg, dochter van de vorige
  - huwde in 1661 met Frans van Montmorency (1628 † 1695)
- 1701-1719 : Karel I van Montmorency (1662 † 1726), hertog van Piney-Luxembourg, zoon van de vorige

In 1719 werd het graafschap verkocht aan hertog Leopold van Lotharingen, die het aanhechtte aan het hertogdom Opper-Lotharingen.